# All the Real Girls
All the Real Girls és una pel·lícula de David Gordon Green estrenada el 2003.

## Argument
Paul és un jove que viu en una petita ciutat i que té la reputació de ser un home efeminat. Acaba enamorant-se de la germana del seu millor amic.

## Repartiment
- Paul Schneider: Paul
- Zooey Deschanel: Noel
- Shea Whigham: Tip
- Maurice Compte: Bo
- Patricia Clarkson: Elvira Fine

## Banda original
1. All These Vicious Dogs - Will Oldham
2. Body on Fire - Steady Baker
3. Beautiful Stars - Isaac Freeman
4. Apocalypso - Mazinga Phaser
5. Sea of Teeth - Sparklehorse
6. Mabel Custer - Utah Carol
7. The Beginner - Miranda Lee Richards
8. Timberlawn - David Wingo & Michael Linnen
9. Fear Satan Remix - Mogwai
10. Goin' Back Home - Paul Jones
11. I Can't Win -The Dynamite Brothers
12. Up to Pizmo - Labradford
13. The Moon Is Down - Explosions in the Sky
14. Cactus Wren - Mark Olson & The Creekdippers
15. Say Goodbye Good - The Promise Ring